# Aeródromo de Gracias
El Aeródromo de Gracias (IATA: GAC, OACI: MHGS), o el Aeródromo de Celaque, es un aeródromo que sirve a la ciudad de Gracias en el departamento de Lempira en Honduras. El aeródromo está ubicado a unos 3.400 metros al este de la ciudad de Gracias.
El aeródromo fue inaugurado en el 2013 por el presidente Juan Orlando Hernández como plan de desarrollo económico para potenciar el turismo en el occidente de Honduras. La construcción del aeródromo costó 14 millones de lempiras y fue construida por los Soldados del Primer Batallón de Ingenieros. El aeródromo puede recibir pequeñas aeronaves de hasta 30 pasajeros.

## Pista de aterrizaje
La pista de aterrizaje es de tipo 2B capacitada para el aterrizaje y despegue de aviones ATR con una capacidad de hasta 30 pasajeros. Una segunda fase de construcción prolongaría la pista con una carpeta de cemento hidráulico y se acondicionaría la terminal de pasajeros. La terminal tendrá un estilo colonial. Con esta segunda fase de construcción el aeródromo aumentaría su capacidad a aeronaves de 30 pasajaeros a hasta 65.
En dirección suroeste del aeródromo el terreno es elevado.
El VORTAC de Soto Cano (Ident: ESC) está ubicado a 106,7 kilómetros al este del aeródromo.